# ثيودوسيوس (ابن موريكيوس)
ثيودوسيوس  ((باليونانية: Θεοδόσιος)‏;ولد في 4 أغسطس، 583/585 – توفي بعد 27 نوفمبر، 602) كان الابن البكر للإمبراطور البيزنطي موريكيوس (حكم ما بين 582- 602) وكان الإمبراطور المشارك من 590 حتى ترسيمه وإعدامه خلال تمرد عسكري في نوفمبر 602. جنبا إلى جنب مع والد زوجته جرمانوس (Germanus (patricius))، اقترح لفترة قصيرة كخليفة لموريس من قبل القوات، ولكن الجيش في النهاية فضل فوقاس بدلا من ذلك. تم إرسال ثيودوسيوس في مهمة فاشلة للحصول على مساعدة من فارس الساسانية من قبل والده، وتم القبض على ثيودوسيوس وأعدم من قبل أنصار فوكاس بعد بضعة أيام من إعدام موريكيوس. ومع ذلك، انتشرت شائعات بأنه نجا من الإعدام، وأصبح شائعا لدرجة أن الرجل الذي يزعم أنه ثيودوسيوس كان يستمتع به الفرس كذريعة لشن حرب ضد بيزنطة.